# Sonate voor viool en piano nr. 1 (Prokofjev)
Sonate voor viool en piano nr. 1 in f mineur, opus 80 is een compositie van de Russische componist Sergej Prokofjev. Prokofjev begon met schrijven in het jaar 1938 en voltooide het werk pas in 1946, twee jaar later dan het voltooien van zijn tweede vioolsonate.
De sonate bestaat uit vier delen:
1. Andante assai
2. Allegro brusco
3. Andante
4. Allegrissimo - Andante assai, come prima

De sonate heeft een zeer donker karakter. Zware akkoorden van de piano zijn dan ook duidelijk aanwezig in het eerste deel. Een wat gelukkigere stemming lijkt zich aan te doen wanneer de piano overgaat tot wat lieflijkere akkoorden en de viool een snelle passage speelt welke een toonladder volgt. Prokofjev omschreef deze passage als "een wind die over een begraafplaats heenjaagt". Het tweede deel doet over het algemeen wat vrolijker aan als scherzobeweging. Het derde deel is weer zoals we Prokofjev ook kennen mysterieus, met pianissimo gespeelde loopjes. Deel vier opent vrij vrolijk. Langzaamaan wordt de mysterieuze "windpassage" verweven in het vierde deel, totdat de zo kenmerkende passage uit het andante assai nog eens gladjes wordt overgedaan als finale.
Het werk heeft een duur van ongeveer 30 minuten. De première vond plaats in Moskou op 23 oktober 1946. David Oistrakh (viool) en Lev Oborin (piano) speelden.